# Nu Geminorum
Nu Geminorum (abbreviato ν Gem o HD 45542) è una stella binaria, o forse multipla, nella costellazione dei Gemelli. È visibile ad occhio nudo con una magnitudine apparente di 4,16. In base alle misure del satellite Hipparcos, il sistema mostra una parallasse di 5,99 mas, il che indica una distanza di circa 540 anni luce dalla Terra.

## Nu Geminorum A
Le due stelle principali del sistema, denominate Nu Geminorum Aa e Ab, compiono un'orbita l'una intorno all'altra con un periodo di 18,75 anni e un'eccentricità di 0,297. C'è grande incertezza sulla classificazione spettrale di queste stelle, che varia da una stella della sequenza principale a una stella gigante. In ogni caso, lo spettro luminoso indica la presenza di una terza stella di tipo Be nel sistema.

## Nu Geminorum B
Nu Geminorum B, o HD 257937, è una stella binaria di tipo A0 situata a circa due minuti d'arco da Nu Geminorum A, le cui componenti sono designate Nu Geminorum Ba e Bb. Non è chiaro se il sistema Nu Geminorum B sia gravitazionalmente legato a Nu Geminorum A, da cui dista 17000 UA; il Multiple Star Catalog lo include nel sistema, rendendo Nu Geminorum un sistema quadruplo.